# Karlshall
Karlshall var ett tingshus på Kungsvägen i centrala Karlskoga, norr om Karlskoga kyrka i nuvarande Tingshusparken vid Karlskoga konsthall, som byggdes mellan 1882 och 1883. I byggnaden lagfors Alfred Nobels testamente. Byggnaden revs 1945.

## Historia

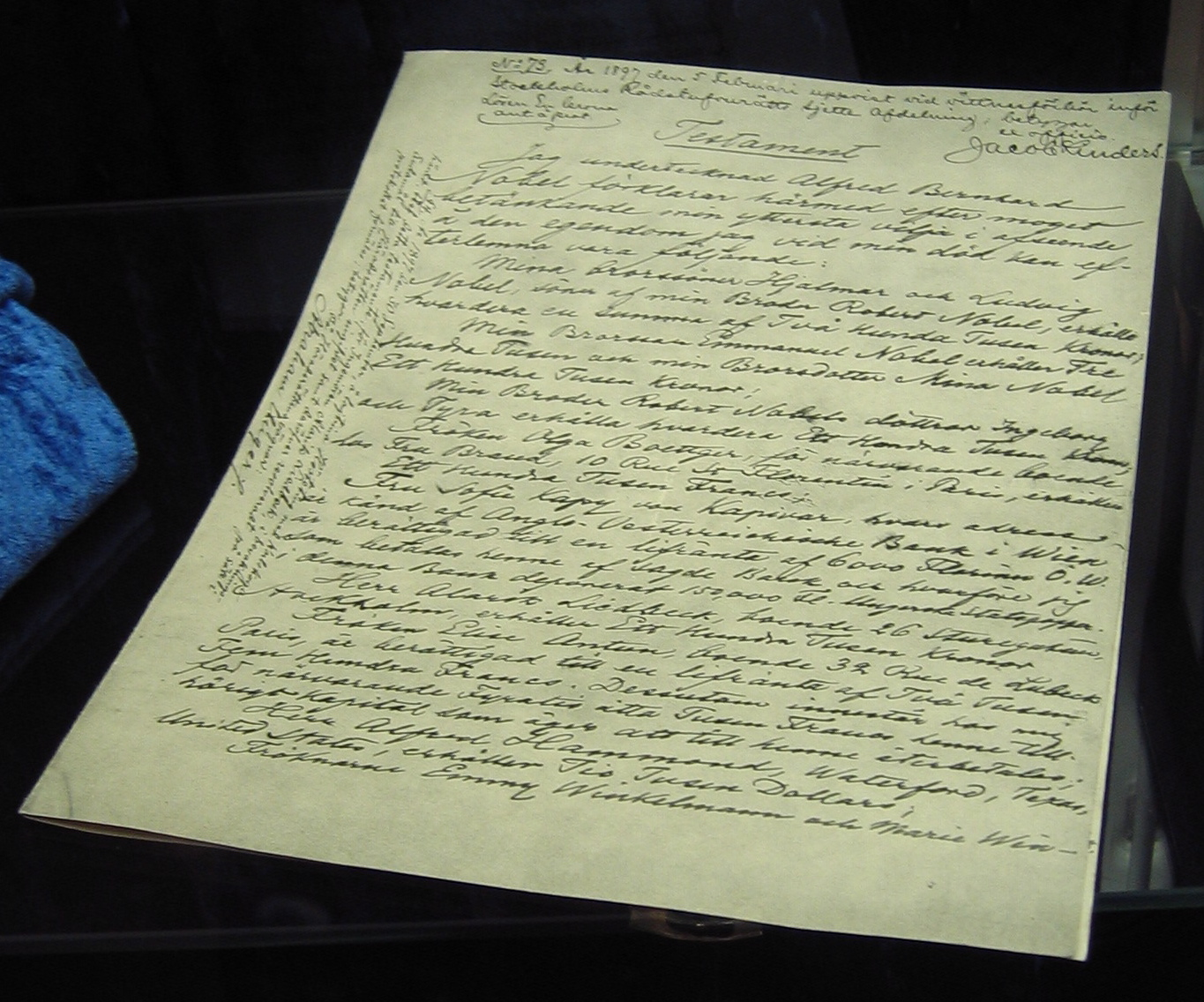
Faksimil över Alfred Nobels testamente.

Byggnaden var 1884–1945 tingsställe i Karlskoga bergslags härad. Karlshall var en vitfärgad träbyggnad med tinnar och torn, som omgavs av ett järnstaket. Byggnaden renoverades och byggdes till 1905 efter ritningar av Magnus Dahlander. I tingshuset fanns även en polisstation. Den tillhörande arrestlokalen är i dag konsthall. Efter att tingshuset revs 1945 flyttades verksamheten till Alfred Nobels torg.
Den 13 februari 1897 lagfördes Alfred Nobels testamente vid häradsrätten. Ordförande var Abraham Unger, och Nobels släktingar ifrågasatte häradsrättens beslut.
Delar av den tidigare byggnadsgrunden låg under hösten 2022 blottade i samband med bygget av en fontän i Tingshusparken, vilket väckte en lokaldebatt om hur minnet av densamma bättre skulle kunna förvaltas.